# 1394
| [ Edytuj tabelę ]                          | |
| Król Polski                                | - 1384 Jadwiga Andegaweńska 1399 - 1386 Władysław II Jagiełło 1434                                                  |
| Współksiążęta Andory                       | - 1388 Galcerà de Vilanova 1396 - 1391 Mateusz 1396                                                                 |
| Król Anglii                                | - 1377 Ryszard II 1399                                                                                              |
| Król Aragonii i Walencji, hrabia Barcelony | - 1387 Jan I Myśliwy 1396                                                                                           |
| Władca Azteków                             | - 1376 Acamapichtli 1395                                                                                            |
| Elektor Brandenburgii                      | - 1388 Jodok z Moraw 1411                                                                                           |
| Książę Bawarii-Ingolstadt                  | - 1375 Stefan III 1413                                                                                              |
| Książę Bawarii-Landshut                    | - 1393 Henryk XVI Bogaty 1450                                                                                       |
| Książę Bawarii-Monachium                   | - 1375 Jan II 1397                                                                                                  |
| Książę Burgundii                           | - 1364 Filip II Śmiały 1404                                                                                         |
| Cesarz Bizancjum                           | - 1391 Manuel II Paleolog 1425                                                                                      |
| Car Bułgarii                               | - 1356 Iwan Stracimir 1396                                                                                          |
| Cesarz Chin                                | - 1368 Hongwu 1398                                                                                                  |
| Król Cypru                                 | - 1382 Jakub I 1398                                                                                                 |
| Król Czech                                 | - 1378 Wacław IV Luksemburski 1419                                                                                  |
| Król Danii                                 | - 1387 Małgorzata I 1412                                                                                            |
| Dalajlama                                  | - 1391 Gendun Drup 1474                                                                                             |
| Władca Egiptu                              | - 1390 Barkuk 1399                                                                                                  |
| Cesarz Etiopii                             | - 1382 Dawid I 1413                                                                                                 |
| Król Francji                               | - 1380 Karol VI 1422                                                                                                |
| Król Gruzji                                | - 1393 Jerzy VII 1407                                                                                               |
| Hrabia Holandii                            | - 1358 Albert 1404                                                                                                  |
| Cesarz Japonii                             | - 1392 Go-Komatsu 1412                                                                                              |
| Kalif                                      | - 1389 Al-Mutawakkil I 1406                                                                                         |
| Król Kastylii i Leónu                      | - 1390 Henryk III Chorowity 1406                                                                                    |
| Patriarcha Konstantynopola                 | - 1391 Antoni IV 1397                                                                                               |
| Władca Korei                               | - 1392 T’aejo 1398                                                                                                  |
| Wielki książę litewski                     | - 1382 Jagiełło 1400 - 1392 Witold 1430                                                                             |
| Cesarz Majapahitu                          | - 1389 Wikramawardhana 1429                                                                                         |
| Sułtan Maroka                              | - 1393 Abd al-Aziz II 1396                                                                                          |
| Książę Mediolanu                           | - 1378 Giovanni Galeazzo 1402                                                                                       |
| Wielki książę moskiewski                   | - 1389 Wasyl I 1425                                                                                                 |
| Król Nawarry                               | - 1387 Karol III Szlachetny 1425                                                                                    |
| Król Norwegii                              | - 1387 Małgorzata I 1412                                                                                            |
| Elektor Palatynatu                         | - 1390 Ruprecht II 1398                                                                                             |
| Papież awinioński                          | - 1378 Klemens VII 1394 - 1394 Benedykt XIII 1417                                                                   |
| Papież                                     | - 1389 Bonifacy IX 1404                                                                                             |
| Król Portugalii                            | - 1385 Jan I 1433                                                                                                   |
| Cesarz Rzymski (niemiecki)                 | - 1378 Wacław IV Luksemburski 1400                                                                                  |
| Kapitanowie Regenci San Marino             | - 1394 Lunardino di Bernardo Martino di Guerolo de Pistori 1394 - 1394 Ugolino di Giovanni Cecco di Alessandro 1394 |
| Książę Serbii                              | - 1389 Stefan IV Lazarević 1402                                                                                     |
| Elektor Saksonii                           | - 1388 Rudolf III Saski 1419                                                                                        |
| Król Szkocji                               | - 1390 Robert III Stewart 1406                                                                                      |
| Król Szwecji                               | - 1389 Małgorzata 1412                                                                                              |
| Król Tajlandii                             | - 1388 Ramesuan 1395                                                                                                |
| Sułtan Turków                              | - 1389 Bajazyd I 1402                                                                                               |
| Doża Wenecji                               | - 1382 Antonio Veniero 1400                                                                                         |
| Król Węgier                                | - 1382 Maria Andegaweńska 1395 - 1387 Zygmunt Luksemburski 1437                                                     |
| Wielki mistrz zakonu krzyżackiego          | - 1393 Konrad von Jungingen 1407                                                                                    |

Rok 1394 / MCCCXCIV
stulecia: XIII wiek ~
XIV wiek ~
XV wiek

lata: 1384 «
1389 «
1390 «
1391 «
1392 «
1393 «
1394
» 1395
» 1396
» 1397
» 1398
» 1399
» 1404

## Wydarzenia w Polsce
- Władysław II Jagiełło uchwalił Prawo składu w Poznaniu.
- Stryków, Izbica Kujawska, Rychwał otrzymały prawa miejskie.

## Wydarzenia na świecie
- 29 listopada – król Yi Song-gye przeniósł stolicę Korei z Kaesŏng do Hanyang (obecnie Seul).

## Urodzili się
- 1 stycznia – Ikkyū Sōjun, japoński mistrz zen, poeta, malarz (zm. 1481)
- 4 marca – Henryk Żeglarz, infant portugalski, twórca floty i potęgi morskiej Portugalii (zm. 1460)
- 22 marca – Uług Beg, sułtan z dynastii Timurydów, wnuk Tamerlana, matematyk i astronom (zm. 1449)
- 10 grudnia – Jakub I Stuart, król Szkocji (zm. 1437)
- 24 listopada – Karol Orleański, książę Orleanu, francuski poeta (zm. 1465)

- Data dzienna nieznana: 
  - Antoni della Chiesa – włoski dominikanin, błogosławiony katolicki (zm. 1459)
  - Jan Soreth – francuski karmelita, błogosławiony katolicki (zm. 1471)

## Zmarli
- 7 czerwca – Anna Czeska, siostra Zygmunta Luksemburskiego, królowa angielska, żona Ryszarda II (ur. 1366)
- 13 czerwca – Warcisław VI, książę wołogoski i rugijski (ur. 1346)
- 25 czerwca – Dorota z Mątowów, tercjarka franciszkańska, stygmatyczka (ur. 1347)
- 27 sierpnia – Chōkei, 98. cesarz Japonii (ur. 1343)
- 7 września – Adolf I, biskup Münsteru, arcybiskup-elekt Kolonii, hrabia Kleve (ur. przed 1350)
- 13 grudnia – Otto I, książę Brunszwiku-Getyngi (ur. ok. 1340)
- 24 grudnia – Henryk VII Rumpold, książę głogowsko-żagański (ur. ok. 1350)

- Data dzienna nieznana: 
  - Roman I – hospodar mołdawski
  - John Devereux – angielski szlachcic, syn Williama Devereux
  - Fiodor Olgierdowic – książę litewski z dynastii Giedyminowiczów (data przybliżona) (ur. ok. 1324/1326)